# Miguel Sánchez Requejo
Miguel Sánchez Requexo eller Requejo, född den 28 januari 1560 i Valladolid, död omkring 1615, var en spansk författare, kallad El divino ("den gudomlige").
Sánchez var en inspirerad skald och framstående dramatiker med Silvas del inocente Cordero, La isla bárbara och La guarda cuidadosa. I Canción á Cristo crucificado, intagen i Espinosas Flores de poetas ilustres, lämnade Sánchez ett typiskt prov på mystik poesi.